# Lac Pusticamica
Lac Pusticamica är en sjö i Kanada.   Den ligger i regionen Nord-du-Québec och provinsen Québec, i den östra delen av landet, 400 km norr om huvudstaden Ottawa. Lac Pusticamica ligger 287 meter över havet. Arean är 74 kvadratkilometer. Den sträcker sig 17,8 kilometer i nord-sydlig riktning, och 22,4 kilometer i öst-västlig riktning.
I omgivningarna runt Lac Pusticamica växer i huvudsak blandskog. Trakten runt Lac Pusticamica är nära nog obefolkad, med mindre än två invånare per kvadratkilometer.